# Загуляєв Олексій Костянтинович
Олексій Костянтинович Загуляєв (рос. Алексей Константинович Загуляев; 1924–2007) — радянський і російський ентомолог, один з провідних фахівців з систематики молеподібних лускокрилих.

## Біографія
Народився 6 жовтня 1924 року в місті Мелекесс Самарської губернії (нині Димитровград Ульяновської області). Обоє батьків викладали біологію, мати — в середній школі, батько — в сільськогосподарському та педагогічному інститутах .
Після знайомства з Олександром Олександровичем Любіщевим захопився ентомологією. У 1939 році Загуляєв брав участь у Всесоюзній виставці з колекцією комах Ульяновської області. У 1942 році, відразу після закінчення школи, його призвали в армію. У 1943 році його відправили на фронт. Був двічі контужений.
У 1946 році поступив до МДУ. Дипломну роботу на тему «Матеріали з систематики та екології молей — шкідників вовни і хутра» виконував під керівництвом Євгена Смирнова. Після закінчення університету, в 1951 році поступив до аспірантури Зоологічного інституту АН СРСР. У 1954 році захистив кандидатську дисертацію на тему «Огляд Палеарктичних представників молей підродини Tineinae». У 1952 році в Зоологічному інституті організував шкільний гурток юних натуралістів, яким керував до 2005 року. У 1957—1960 роках був секретарем Всесоюзного ентомологічного товариства. У 1975 році захистив докторську дисертацію. У 2001 році присвоєно звання Заслужений діяч науки Російської Федерації.
Помер 24 травня 2007 в Санкт-Петербурзі.

## Наукові досягнення
Брав участь у численних експедиціях в тропіки південного Китаю, на Далекий Схід, Кольський півострів, Крим, Закарпаття, Кавказ і Середню Азію. Входив до складу наукової ради з біошкоди АН СРСР. Він виявив адаптації та еволюційні закономірності формування фауни шкідників. Описав понад 200 таксонів лускокрилих. Член спеціалізованої вченої ради при Зоологічного інституті. Керував підготовкою 15 кандидатських дисертацій.

## Вибрані публікації
Олексій Загуляєв автор 167 публікацій, в тому числі шести томів фауни СРСР5:

### Монографії
- Загуляев А. К. Моли — вредители меха, шерсти и борьба с ними. — М.-Л. : видавництво академии наук СССР, 1958. — 195 с.
- Загуляев А. К. Моли и огневки - вредители зерна и продовольственных запасов. — М.-Л. : Наука, 1965. — 271 с.

### Статті
- Загуляев А. К. Восточная шубная моль (Lepidoptera, Tinaeidae) - новый вид моли из Приморской области // Зоологический журнал : журнал. — 1952. — Т. 51, № 2. — С. 284—287. — ISSN 0044-5134.
- Загуляев А. К. Ревизия палеарктических молей рода Nemopogon Schr. (Lepidoptera, Tinaeidae) // Энтомологическое обозрение : журнал. — 1962. — Т. 41, № 1. — С. 182—189. — ISSN 0367-1445.
- Загуляев А. К. Новый род грибных молей (Lepidoptera, Nemapogoninae, Tinaeidae) // Труды Зоологического института : журнал. — 1962. — Т. 30. — С. 330—336. — ISSN 0206-0477.
- Загуляев А. К. Моли и огнёвки - вредители запасов // Защита растений : журнал. — 1964. — № 9. — С. 27—30. — ISSN 0044-1864.
- Загуляев А. К., Синёв С. Ю. Новое семейство низших чешуекрылых Catapterigidae (Lepidoptera, Danconypha) // Энтомологическое обозрение : журнал. — 1988. — Т. 67, № 3. — С. 593—601. — ISSN 0367-1445.
- Загуляев А. К. К фауне пальцекрылык (Lepidoptera, Pterophoridae) Средней Азии // Труды Всесоюзного энтомологического общества : журнал. — 1986. — Т. 67. — С. 76—94. — ISSN 1605-7678.

## Епоніми
- Monopis zagulajevi Gaedike, 2000
- Ducetia zagulajevi Gorochov, 2001
- Septuaginta zagulajevi Ustjuzhanin, 1996
- Yponomeuta zagulajevi Gershenzon, 1977
- Episymploce zagulajevi (Bei-Bienko, 1969)
- Filatima zagulajevi Anikin & Piskunov, 1996
- Ochromolopis zagulajevi Budashkin & Satshkov, 1991
- Scrobipalpa zagulajevi Lvovsky & Piskunov, 1989